# Richard S. Edwards junior

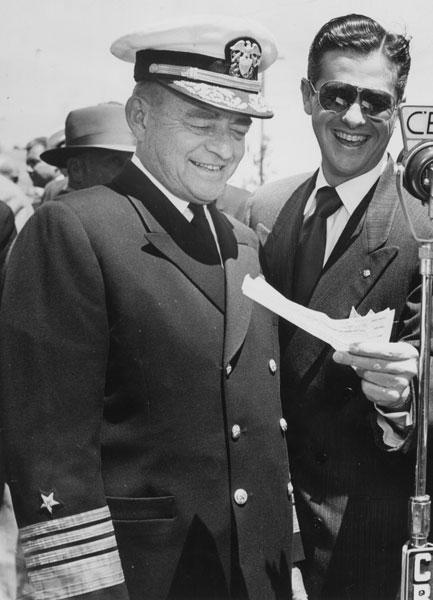
Admiral Richard S. Edwards, Jr.

Richard Stanislaus Edwards, Jr. (* 18. Februar 1885 in Philadelphia, Pennsylvania; † 2. Juni 1956 in Oakland, Kalifornien) war ein US-amerikanischer Admiral der US Navy, der zwischen 1945 und 1946 Vice Chief of Naval Operations war.

## Leben

### Militärische Ausbildung und Zeit bis zum Zweiten Weltkrieg
Edwards begann nach dem Schulbesuch 1903 seine militärische Ausbildung an der US Naval Academy in Annapolis, die er 1907 abschloss. Nach seiner Beförderung zum Leutnant zur See am 13. September 1908 fand er verschiedene Verwendungen an Bord von Schiffen der US-Marine. Nach dem Kriegseintritt der Vereinigten Staaten in den Ersten Weltkrieg im November 1917 diente er als Ingenieuroffizier auf dem Schlachtschiff USS Kentucky sowie anschließend als Geschützoffizier auf dem Schlachtschiff USS Kansas, ehe er schließlich Geschützoffizier auf dem Schlachtschiff USS Arkansas wurde.
Nach Kriegsende wurde Edwards im August 1924 Fregattenkapitän Nachfolger von Korvettenkapitän Webb Cook Hayes als Kommandant (Commanding Officer) des zur Clemson-Klasse gehörenden Zerstörers Wood und verblieb auf diesem Posten bis zu seiner Ablösung durch Fregattenkapitän Samuel Averett Clement am 10. Juni 1926. Später war er Kommandeur des 6. U-Boot-Geschwaders (Submarine Squadron 6) sowie des U-Boot-Stützpunktes in New London, ehe er 1938 als Kapitän zur See Nachfolger von Konteradmiral Wilhelm Lee Friedell als Kommandant des Schlachtschiffes Colorado wurde. Dieses Kommando übte er bis 1939 aus.
Im Anschluss wurde Edwards Kommandeur der U-Boot-Verbände der damaligen US-Patrouillenkräfte (US Patrol Force), die später am 1. Februar 1941 in der neugeschaffenen US-Atlantikflotte (US Atlantic Fleet) eingegliedert wurde. Für seine Verdienste als Adjutant des Kommandeurs der Rettungs- und Bergungseinsätze für das U-Boot Squalus am 23. Mai 1939 wurde ihm am 10. Mai 1940 das Navy Cross verliehen.

### Zweiter Weltkrieg und Admiral der US Navy

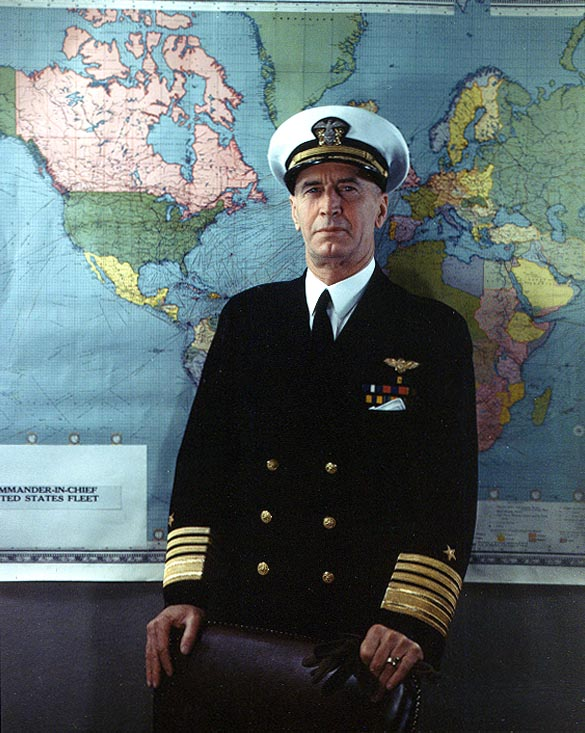
Durch die Förderung von Admiral Ernest J. King stieg Richard S. Edwards während des Zweiten Weltkrieges in die höchsten Führungspositionen der US Navy auf

Nach dem Eintritt der USA in den Zweiten Weltkrieg nach dem Angriff auf Pearl Harbor am 7. Dezember 1941 durch die Kaiserlich Japanischen Marineluftstreitkräfte wurde Konteradmiral Edwards erster Kommandeur der U-Boot-Verbände COMSUBLANT (Commander, Submarine Force Atlantic) der US-Atlantikflotte mit Hauptquartier in der Naval Submarine Base New London und übte dieses Kommando bis zu seiner Ablösung durch Konteradmiral Freeland A. Daubin einen Monat später im Januar 1942.
Anschließend wurde Edwards im Januar 1942 zunächst Stellvertretender Chef des Stabes beim Oberbefehlshaber der US-Flotte (US Fleet), Admiral Ernest J. King, ehe er anschließend von September 1942 bis Oktober 1944 Chef des Stabes beim Oberbefehlshaber der US-Flotte und damit engster Mitarbeiter von Admiral King war. Im September 1944 berief King Vizeadmiral Edwards auf den neugeschaffenen Posten des Stellvertretenden Oberbefehlshaber der US-Flotte und Deputy Chief of Naval Operations (Deputy COMINCH-Deputy CNO), so dass Edwards als unmittelbarer Stellvertreter von King in der Befehlskette über dem Vice Chief of Naval Operations, Vizeadmiral Frederick J. Horne stand.
Hornes Unzufriedenheit mit dieser tatsächlichen Degradierung führte zu einer Flut von Kritiken in Tageszeitungen und Radiosendungen, die King durch die Herausgabe einer Presseerklärung von 4. Oktober 1944 zu unterdrücken versuchte, in der es hieß, dass die jetzt übertragenen Aufgaben an Vizeadmiral Edwards keine Degradierung von Vizeadmiral Horne oder eines anderen bedeuten würde.
Am 13. April 1945 erfolgte seine Beförderung zum Admiral, so dass er zu den wenigen Vier-Sterne-Admiralen der US-Marine gehörte.

### Nachkriegszeit

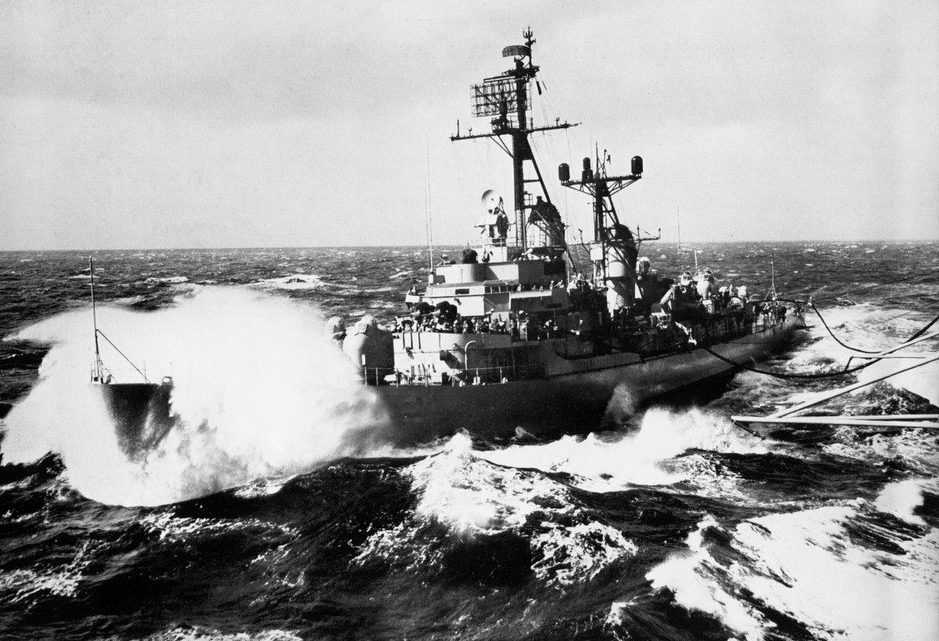
Ihm zu Ehren wurde 1959 der Zerstörer Richard S. Edwards benannt

Die Funktion als Deputy Chief of Naval Operations (DCNO) übte er bis Oktober 1945 aus. Nach dem Ende des Zweiten Weltkrieges führte King am 29. September 1945 eine Reorganisation der US-Marine durch, die die Position des Oberkommandierenden der US-Flotte (COMINCH) abschaffte und die Funktion des Chief of Naval Operations (CNO) als unbestrittene militärische Leitung der US-Marine vorsah. Die am 10. Oktober 1945 in Kraft getretene Reorganisation führte dazu, dass Admiral King CNO blieb, während Admiral Edwards als Nachfolger Hornes zweiter Vice Chief of Naval Operations wurde.
Horne fungierte stattdessen vorübergehend als Sonderassistent von King, um sich mit Demobilisierung und Rückführung der Logistik zu befassen. Für seine Verdienste während des Zweiten Weltkrieges wurde er im Dezember 1945 mit der Navy Distinguished Service Medal geehrt.
Wenige Monate nach der Neuorganisation der Marineführung beendete Edwards seine Tätigkeit als Vice Chief of Naval Operations und wurde stattdessen Befehlshaber der US-Reserveflotte für den Pazifik (US-Pacific Reserve Fleet) sowie in Personalunion Kommandeur der Westlichen Meeresgrenzen (Western See Frontier), während Admiral DeWitt C. Ramsey am 15. Januar 1946 sein Nachfolger als Vice Chief of Naval Operations wurde. Am 1. Juli 1947 wurde er auf die US Navy Retired List gesetzt und schied aus dem aktiven Militärdienst aus.
Am 2. Juni 1956 verstarb Edwards im Marinehospital und wurde im Anschluss auf dem Nationalfriedhof Arlington beigesetzt. Ihm zu Ehren wurde das am 5. Februar 1959 in Dienst gestellte USS Richard S. Edwards benannt, ein Zerstörer der Forrest-Sherman-Klasse.

## Auszeichnungen
- Navy Cross
- Navy Distinguished Service Medal